# 胡德利奧沃
48°35′14″N 22°28′42″E / 48.58722°N 22.47833°E
胡德利奧沃（烏克蘭語：Худльово），是烏克蘭的村落，位於該國西部外喀爾巴阡州，由烏日霍羅德區負責管轄，始建於1764年，面積12.48平方公里，2001年該村落人口1,451。